# Karl Kneidinger
Karl Kneidinger (* 30. August 1882 in Wien, Österreich-Ungarn; † 14. April 1952 ebenda) war ein österreichischer Schauspieler bei Bühne und Film und ein Theaterregisseur und Oberspielleiter.

## Leben und Wirken
Karl kam als Sohn der Schauspieler Marie (1857–1908) und Rudolf Kneidinger (1862–1935) auf die Welt. Kneidinger stand bereits als Jugendlicher auf Theaterbühnen. Der bullige Schauspieler trat an Bühnen in Graz, München und vor allem Wien auf. In der österreichischen Hauptstadt wirkte er unter anderem am Theater in der Josefstadt, dem Wiener Stadttheater (dort erstmals auch Regie), an der Wiener Volksbühne, am Wiener Schauspielhaus, am Wiener Bürgertheater, erneut am Stadttheater sowie am Renaissance-Theater und am Raimundtheater. Als Regisseur und künstlerischer Leiter war Kneidinger überdies für das Wiener Volksstückensemble aktiv.
Zu den Theaterstücken, in denen er auftrat gehören, neben Leichtgewichtigem wie Tschun Tschi, der Operette Im Weißen Rößl und einer Freilichtbühnenaufführung von Winnetou im Rahmen der Karl-May-Festspiele in Wien im Juni 1939, auch eine Reihe von künstlerisch ambitionierten Aufführungen mit jüdischem Themenhintergrund wie Eisik Scheftel, Nathan der Weise und Jud Süß.
Beim Film seit der Endphase des Ersten Weltkriegs aktiv, verkörperte der korpulente Wiener zumeist untergeordnete Charaktere wie einen Gärtner in Richard Oswalds Das vierte Gebot, einen armen Hausherrn in Das Mädel aus der Wachau, eine seiner sehr wenigen Kinohauptrollen, einen Buchhalter in dem Tendenzfilm Leinen aus Irland, einen Knecht in dem Mozart-Film Eine kleine Nachtmusik, einen Lehrer in Mutterliebe und einen Briefträger in dem bäuerlichen Schwank Der prämierte Leberfleck, Kneidinger letztem Film und zugleich seine einzige Nachkriegsproduktion. Kneidinger stand 1944 in der Gottbegnadeten-Liste des Reichsministeriums für Volksaufklärung und Propaganda.

## Filmografie
- 1918: Konrad Hartls Lebensschicksal
- 1920: Das vierte Gebot
- 1923: Die Goldratten
- 1928: Befehl zur Ehe
- 1928: Das Mädel aus der Wachau
- 1929: Revolution der Jugend
- 1930: Wiener Herzen (Erzherzog Otto und das Wäschermädel)
- 1930: Geld auf der Straße
- 1931: Die Blumenfrau von Lindenau
- 1931: Purpur und waschblau
- 1931: Die große Liebe
- 1933: Wenn du jung bist, gehört dir die Welt
- 1934: G’schichten aus dem Wienerwald
- 1935: Eva
- 1936: Die Frau des Anderen (Romanze)
- 1937: Millionenerbschaft
- 1939: Leinen aus Irland
- 1939: Mutterliebe
- 1939: Eine kleine Nachtmusik
- 1941: Liebe ist zollfrei
- 1942: Brüderlein fein
- 1948: Der prämierte Leberfleck